# Индийска калугерица
Индийска калугерица (Vanellus indicus) е вид птица от семейство Charadriidae.

## Разпространение
Видът е разпространен в Афганистан, Бангладеш, Бутан, Виетнам, Индия, Индонезия, Иран, Ирак, Израел, Камбоджа, Китай, Кувейт, Катар, Лаос, Малайзия, Мианмар, Непал, Оман, Обединените арабски емирства, Пакистан, Саудитска Арабия, Сингапур, Сирия, Тайланд, Турция, Туркменистан и Шри Ланка.